# 原田宏二
原田 宏二（はらだ こうじ、1937年12月18日 - 2021年12月11日）は、日本の警察ジャーナリスト。元警視長。北海道出身。「明るい警察を実現する全国ネットワーク」発起人、「市民の目フォーラム北海道」代表として、市民の警察に関する苦情や要望を受け付け、警察職員からの相談の対応のほか、警察により不当な人事処分を受けた警察官、元警察官らの支援活動を行った。
警察官時代は、ノンキャリアの最高階級である警視長にまで昇任した。

## 経歴
- 1957年4月 警察官採用試験に合格、北海道警察学校旭川方面分校へ入校　北海道巡査に任命
- 1975年 警察庁に出向し保安部防犯課係長　任警察庁警部
- 1977年 警視昇任
この間に山梨県警察、熊本県警察の捜査第二課長を歴任
- 1982年 北海道警察に復帰　北海道警視
この間に機動捜査隊長、北海道札幌方面西警察署長などを歴任
- 1989年 警視正に昇任
警務部警務課長、防犯部長、北海道旭川方面旭川中央警察署長などを歴任
- 1993年 釧路方面本部長
- 1994年 警視長に昇任
- 1995年
  - 2月 北海道警察を退職
  - 4月 警察と業務関係にある安田生命保険相互会社の参与に就任
- 2003年3月 安田生命保険相互会社を退職
- 2004年
  - 2月10日 弁護士の市川守弘と札幌弁護士会館で北海道警察の裏金問題を告発
  - 3月1日 警察時代の元部下と弁護士の市川と共に告発会見
  - 3月4日 北海道議会総務委員会にて裏金問題について証言
  - 8月 全国市民オンブズマン連絡会議の全国大会に参加する
  - 10月 明るい警察を実現する全国ネットワークを設立し、同団体代表
- 2007年 市民の目フォーラム北海道を設立し、代表

## 北海道警裏金事件での告発
北海道警裏金事件において、元北海道警察ナンバー3で裏金に直接関与する立場にあった者として、北海道警察内部で行われていた裏金問題を是正するため、2004年に札幌市で弁護士の市川守弘と元部下で弟子屈警察署の元次長と共に告発を行った。警察時代の元部下の稲葉圭昭が2002年に逮捕された稲葉事件が告発のきっかけだった。この告発のため公安刑事と思われる者に尾行されたこともあると語っている。

## 著書
- 原田, 宏二『警察内部告発者』講談社、2005年。ISBN 4-06-212741-5。
これを著した際、原田はこの印税を北海道の福祉団体と、自身が代表を務める団体へ寄付することを表明している。
  - 原田, 宏二『たたかう警官』ハルキ文庫、2009年。ISBN 978-4-7584-3439-3。
『警察内部告発者』を改題・再編集
- 原田, 宏二『警察VS警察官』講談社、2006年。ISBN 4-06-213320-2。
- 原田, 宏二『警察捜査の正体』講談社、2016年。ISBN 978-4-0628-8352-8。